# Battaglia di Sandwich
La battaglia di Sandwich, conosciuta anche come battaglia di Dover, ebbe luogo il 24 agosto 1217 come parte della prima guerra dei baroni. Una flotta inglese comandata da Hubert de Burgh attaccò un'armata francese guidata da Eustachio il Monaco e Roberto di Courtenay al largo di Sandwich, nel Kent. Gli inglesi catturarono l'ammiraglia francese e la maggior parte delle navi di rifornimento, costringendo il resto della flotta francese a tornare a Calais.